# 존 G. 아빌드센

존 G. 아빌드센(John G. Avildsen, 1935년 12월 21일 ~ 2017년 6월 16일)은 미국의 영화 감독이다.

## 작품 목록
- 록키 (1976)
- 베스트 키드 (1984)
- 베스트 키드 2 (1986)
- 베스트 키드 3 (1989)
- 록키 5 (1990)
- 파워 오브 원 (1992)
- 8초의 승부 (1994)
- 인페르노 (1999)